# Nototriche friesii
Nototriche friesii är en malvaväxtart som beskrevs av Arthur William Hill. Nototriche friesii ingår i släktet Nototriche och familjen malvaväxter. Inga underarter finns listade i Catalogue of Life.